# 圣马丁德布罗姆
圣马丹德布罗姆（法語：Saint-Martin-de-Brômes，法語發音：[sɛ̃ maʁtɛ̃ də bʁom]）是法国上普罗旺斯阿尔卑斯省的一个市镇，属于迪涅莱班区。

## 地理
圣马丹德布罗姆（43°46'12"N, 5°56'44"E）面积21.09 平方千米，位于法国普罗旺斯-阿尔卑斯-蓝色海岸大区上普罗旺斯阿尔卑斯省，该省份为法国东南部内陆省份，北起上阿尔卑斯省，西接沃克吕兹省，西北接德龙省，南至瓦尔省，东临滨海阿尔卑斯省，东北部与意大利接壤。
与圣马丹德布罗姆接壤的市镇（或旧市镇、城区）包括：普罗旺斯地区阿勒马涅、韦尔东河畔埃斯帕龙、格雷乌莱班、瓦朗索勒、圣于连。
圣马丹德布罗姆的时区为UTC+01:00、UTC+02:00（夏令时）。

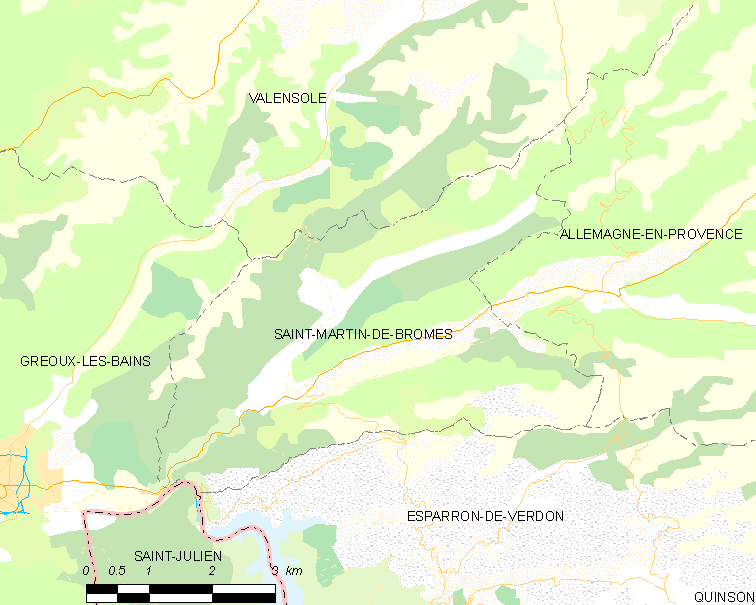
圣马丹德布罗姆的OSM定位图

## 行政
圣马丹德布罗姆的邮政编码为04800，INSEE市镇编码为04189。

## 政治
圣马丹德布罗姆所属的省级选区为瓦朗索勒县。

## 人口

1962-2008年间圣马丹德布罗姆人口变化图示

圣马丹德布罗姆于2022年1月1日时的人口数量为632人。